# Pieter Steenwijck

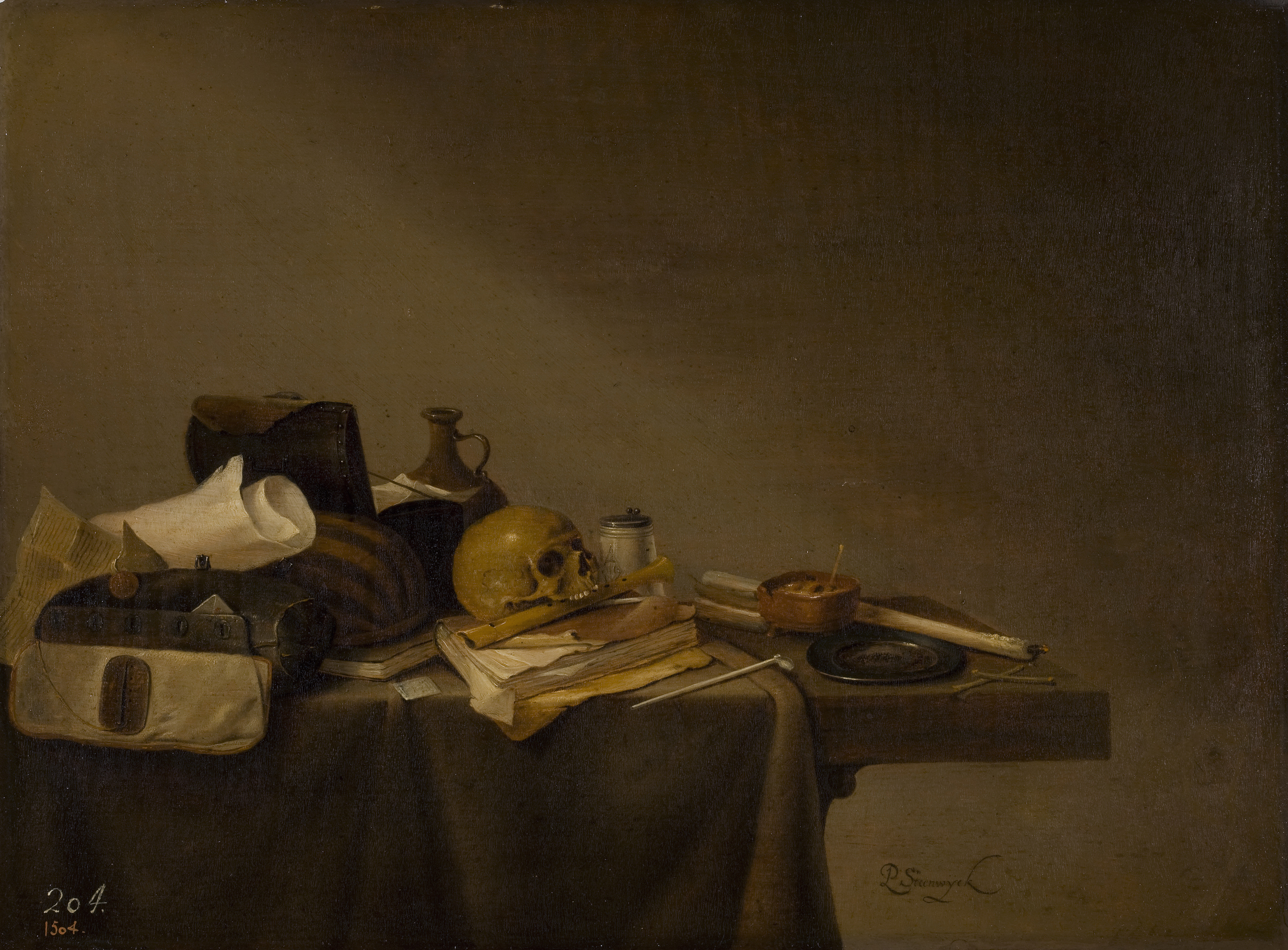
Emblema de la muerte, óleo sobre tabla,36 × 46 cm, Madrid, Museo del Prado.

Pieter Steenwijck (también escrito van Steenwijck, Steenwyck y van Steenwyck) (Delft, c. 1615-después de 1656) fue un pintor del Siglo de oro neerlandés especializado en la pintura de bodegones y vanitas. 

## Biografía y obra
Las fechas de nacimiento y muerte no se conocen con certeza. Se sabe que era hijo de Harmensz Evert, un fabricante de anteojos originario de Steenwijk y establecido en Delft. Con su hermano Harmen Steenwijck aprendió el oficio de pintor en el taller de su tío David Bailly en Leiden, donde se encontraba hacia 1633. Ambos hermanos trabajaron en el mismo estilo y compartieron taller en Delft. 
Ya en 1642 se documenta a Pieter como miembro de la guilda de San Lucas de Delft, pero en 1644 se unió al gremio de Leiden y entre 1652 y 1654 trabajó en La Haya. Su firma en una naturaleza muerta fechada en 1656 indica que aún estaba vivo en esa fecha, cuando se interrumpen las noticias sobre él.
Las vanitas de Pieter Steenwijck pueden caracterizarse por el violento contraste entre los objetos de lujo y el cráneo desnudo, «el símbolo más traumático de la muerte», lo que al menos en el caso de una Vanitas conservada en el Steedelijk Museum De Lakenhal en Leiden, se justifica como alegoría o «memento mori» dedicado al almirante Maarten Harpertszoon Tromp, como puede observarse en las páginas del libro abierto con la Oratio funebris por el almirante y en el papel con su retrato en grabado fingido, integrados de forma casi natural con la calavera, la corona de laurel y el globo terráqueo sobre un rico tapete de brocado.
Si el estilo pictórico de su tío David y el de su hermano Harmen es conciso, y muestran los objetos y las cosas -aun las desagradables o truculentas- de forma bella y estética, con rico colorido y bañadas en agradables contrastes de luz, Pieter tiende a la monocromía, a la planitud, y usa gamas de pardos, tierras y una iluminación mucho menos dramática, lo que aleja su estilo del de aquellos, aun cuando cultivasen temas similares.